# Dryopteris comorensis
Dryopteris comorensis är en träjonväxtart som först beskrevs av Tard.-blot, och fick sitt nu gällande namn av Fraser-jenk. Dryopteris comorensis ingår i släktet Dryopteris och familjen Dryopteridaceae. Inga underarter finns listade.